# Torneo Clausura 2012 (Paraguay)
El Torneo Clausura 2012 (Copa Tigo-Visión Banco, por motivos comerciales), llamado Centenario del Club Cerro Porteño, fue el centésimo séptimo campeonato oficial de Primera División organizado por la Asociación Paraguaya de Fútbol (APF). Se dio inicio el 28 de julio, y llegó a su fin el 16 de diciembre.
Se coronó campeón por decimosexta vez en su historia el Club Libertad.

## Sistema de competición
El modo de disputa implementado fue, al igual que en las temporadas precedentes, el de todos contra todos a partidos de ida y vuelta, es decir a dos rondas compuestas por once jornadas cada una con localía recíproca. Se convierte en campeón el equipo que acumula la mayor cantidad de puntos al término de las 22 fechas.
En caso de paridad de puntos entre dos contendientes, se define el título en un partido extra. De existir más de dos en disputa, se resuelve según los siguientes parámetros:
1) saldo de goles;
2) mayor cantidad de goles marcados;
3) mayor cantidad de goles marcados en condición de visitante;
4) sorteo.

## Producto de la clasificación

### Directo
- El torneo consagró al campeón número 107 en la historia de la Primera División de Paraguay.

- Este obtuvo el acceso a la fase de grupos de la próxima edición de la Copa Libertadores de América.

### Indirecto
- Por medio de la combinación de puntos de este campeonato y el anterior se otorgaron un cupo para la primera fase de la Copa Libertadores y cuatro para la Copa Sudamericana, ambas a realizarse en 2013.

- Por último, fueron determinados, sobre la base de sus promedios obtenidos en las últimas tres temporadas, los dos equipos descendidos a la Segunda División.

## Novedades reglamentarias
- A partir de este torneo, la cantidad de jugadores de origen extranjero dentro del campo de juego ha sido limitada a cuatro.[6]

- Por primera vez en la historia del fútbol paraguayo, para la disputa de un partido se añaden dos jueces asistentes más (totalizando seis árbitros), ambos ubicados al borde de la línea de fondo detrás de las porterías.[7]

## Relevo anual de clubes
| Ascendidos a la Primera División                    |
| --------------------------------------------------- |
| Cerro Porteño (PF) (Campeón de División Intermedia) |
| Sportivo Carapeguá (2.º de Intermedia)              |

| Descendidos a División Intermedia     |
| ------------------------------------- |
| General Caballero (2.º peor promedio) |
| 3 de febrero (Peor promedio)          |

## Equipos participantes
| Equipos            | Entrenador            | Fundación                | Ciudad            | Estadio                | Capacidad |
| ------------------ | --------------------- | ------------------------ | ----------------- | ---------------------- | --------- |
| Cerro Porteño      | Jorge Fossati         | 1 de octubre de 1912     | Asunción          | General Pablo Rojas    | 32.910    |
| Cerro Porteño (PF) | Juan Manuel Battaglia | 10 de diciembre de 1967  | Presidente Franco | Felipe Giménez         | 5.000     |
| Guaraní            | Diego Alonso          | 12 de octubre de 1903    | Asunción          | Rogelio Livieres       | 6.000     |
| Independiente      | Humberto García       | 20 de septiembre de 1925 | Asunción          | Ricardo Gregor         | 1.500     |
| Libertad           | Rubén Israel          | 30 de julio de 1905      | Asunción          | Dr. Nicolás Leoz       | 10.000    |
| Nacional           | Gustavo Morínigo      | 5 de junio de 1904       | Asunción          | Arsenio Erico          | 4.000     |
| Olimpia            | José Cardozo          | 25 de julio de 1902      | Asunción          | Manuel Ferreira        | 20.000    |
| Rubio Ñu           | Francisco Arce        | 24 de agosto de 1913     | Asunción          | La Arboleda            | 5.500     |
| Sol de América     | Ricardo Dabrowski     | 22 de marzo de 1909      | Villa Elisa       | Luis Alfonso Giagni    | 5.000     |
| Sportivo Carapeguá | Celso Ayala           | 3 de septiembre de 2010  | Carapeguá         | Municipal de Carapeguá | 3.000     |
| Sportivo Luqueño   | Pablo Caballero       | 1 de mayo de 1921        | Luque             | Feliciano Cáceres      | 25.000    |
| Tacuary            | Francisco Ocampo      | 10 de diciembre de 1923  | Asunción          | Roberto Béttega        | 7.000     |

El campeonato contó con la participación de doce equipos, en su mayoría pertenecientes a la capital del país.
Nueve son de Asunción, uno proviene de una ciudad cercanas a ésta, Luque, uno del departamento de Paraguarí (Carapeguá), y uno pertenece al departamento de Alto Paraná (Cerro P. de Presidente Franco). Además, el club Sol de América, es de Asunción, pero disputa sus principales partidos en su campo de fútbol situado en la ciudad vecina de Villa Elisa
Los únicos clubes que sólo han competido en esta categoría (también conocida como División de Honor) son dos: Olimpia y Guaraní, completando con esta temporada 107 y 106 participaciones, respectivamente. Así mismo, el Club Cerro Porteño (101 participaciones) y el club Tacuary nunca han descendido desde sus ingresos, en 1913 y 2003, respectivamente.

### Distribución geográfica de los equipos
| Región                      | Cant. | Equipos                                                                                  |
| --------------------------- | ----- | ---------------------------------------------------------------------------------------- |
| Distrito Capital            | 8     | Cerro Porteño, Guaraní, Independiente CG, Libertad, Nacional, Olimpia, Rubio Ñu, Tacuary |
| Departamento Central        | 2     | Sp. Luqueño, Sol de América                                                              |
| Departamento de Alto Paraná | 1     | Cerro Porteño (PF)                                                                       |
| Departamento de Paraguari   | 1     | Sp. Carapeguá                                                                            |

## Cambio de entrenadores
| Equipos            | DT. ste.             | Cese             | DT. ete.              | Designación      |
| ------------------ | -------------------- | ---------------- | --------------------- | ---------------- |
| Sportivo Carapeguá | Mario Jacquet        | 5 de agosto      | Juan Arce             | 5 de agosto      |
| Independiente      | Carlos Jara Saguier  | 2 de septiembre  | Mario Grana           | 3 de septiembre  |
| Olimpia            | Gregorio Pérez       | 24 de septiembre | José Cardozo          | 25 de septiembre |
| Sportivo Carapeguá | Juan Arce            | 2 de octubre     | Celso Ayala           | 2 de octubre     |
| Independiente      | Mario Grana          | 20 de octubre    | Pedro Nelson Fleitas  | 21 de octubre    |
| Cerro Porteño (PF) | Eduardo Rivera       | 26 de noviembre  | Juan Manuel Battaglia | 27 de noviembre  |
| Independiente      | Pedro Nelson Fleitas | 1 de diciembre   | Humberto García       | 1 de diciembre   |

## Cobertura televisiva
La empresa productora de contenido audiovisual, Teledeportes Paraguay (perteneciente a la compañía de telefonía móvil, Tigo, a partir de 2012) es la encargada de la transmisión de los partidos del campeonato paraguayo de fútbol desde 1999. Emite en vivo hasta cuatro juegos por jornada a través del canal por cable Unicanal de Cablevisión, y el posterior resumen con lo mejor de cada encuentro por la señal de aire de Telefuturo (Canal 4).

## Patrocinio
La compañía de telefonía celular, Tigo, y la institución bancaria de tipo microfinanciero, Visión Banco, son las encargadas de patrocinar todos los torneos realizados por la APF. El vínculo contractual con la primera se concretó a partir de 2008 con la celebración del torneo Apertura del mismo año. En tanto que la relación con el otro espónsor para respaldar cada campeonato se inició a principios de 2010.
Los premios en efectivo fueron fijados en US$ 55.000 dólares para el campeón y 10.000 para el subcampeón.

## Clasificación
| Pos. | Equipos            | PJ | PG | PE | PP | GF | GC | Dif. | Pts. |
| ---- | ------------------ | -- | -- | -- | -- | -- | -- | ---- | ---- |
| 1.   | Libertad           | 22 | 13 | 8  | 1  | 44 | 16 | 28   | 47   |
| 2.   | Nacional           | 22 | 14 | 2  | 6  | 36 | 16 | 20   | 44   |
| 3.   | Guaraní            | 22 | 13 | 4  | 5  | 28 | 19 | 9    | 43   |
| 4.   | Cerro Porteño      | 22 | 10 | 7  | 5  | 39 | 21 | 18   | 37   |
| 5.   | Sportivo Luqueño   | 22 | 9  | 6  | 7  | 23 | 24 | -1   | 33   |
| 6.   | Olimpia            | 22 | 8  | 8  | 6  | 33 | 31 | 2    | 32   |
| 7.   | Cerro Porteño (PF) | 22 | 7  | 5  | 10 | 19 | 31 | -12  | 26   |
| 8.   | Sol de América     | 22 | 5  | 10 | 7  | 24 | 26 | -2   | 25   |
| 9.   | Sportivo Carapeguá | 22 | 7  | 4  | 11 | 30 | 34 | -4   | 25   |
| 10.  | Tacuary            | 22 | 6  | 4  | 12 | 31 | 39 | -8   | 22   |
| 11.  | Rubio Ñu           | 22 | 4  | 6  | 12 | 18 | 38 | -20  | 18   |
| 12.  | Independiente      | 22 | 1  | 6  | 15 | 14 | 44 | -30  | 9    |

 Pos=Posición; PJ=Partidos jugados; G=Partidos ganados; E=Partidos empatados; P=Partidos perdidos; GF=Goles a favor; GC=Goles en contra; DIF=Diferencia de gol; Pts=Puntos

### Evolución de la clasificación
| E\J | 01 | 02 | 03 | 04 | 05 | 06 | 07 | 08 | 09 | 10 | 11 | 12 | 13 | 14 | 15 | 16 | 17 | 18 | 19 | 20 | 21 | 22 |
| --- | -- | -- | -- | -- | -- | -- | -- | -- | -- | -- | -- | -- | -- | -- | -- | -- | -- | -- | -- | -- | -- | -- |
| CER | 8  | 9  | 11 | 11 | 9  | 10 | 8  | 8  | 8  | 7  | 6  | 6  | 6  | 6  | 6  | 5  | 4  | 4  | 4  | 4  | 4  | 4  |
| CPF | 9  | 6  | 8  | 7  | 4  | 5  | 4  | 7  | 7  | 8  | 8  | 8  | 7  | 7  | 7  | 7  | 7  | 9  | 8  | 8  | 8  | 7  |
| GUA | 3  | 1  | 1  | 1  | 1  | 1  | 2  | 1  | 1  | 1  | 1  | 1  | 1  | 1  | 1  | 1  | 2  | 1  | 1  | 3  | 2  | 3  |
| IND | 11 | 12 | 12 | 12 | 12 | 12 | 12 | 11 | 12 | 12 | 12 | 12 | 12 | 12 | 12 | 12 | 12 | 12 | 12 | 12 | 12 | 12 |
| LIB | 4  | 4  | 5  | 6  | 5  | 7  | 3  | 6  | 4  | 3  | 2  | 2  | 2  | 2  | 3  | 3  | 3  | 2  | 2  | 1  | 1  | 1  |
| NAC | 9  | 10 | 6  | 3  | 6  | 6  | 5  | 3  | 3  | 4  | 3  | 4  | 3  | 3  | 2  | 2  | 1  | 3  | 3  | 1  | 3  | 2  |
| OLI | 1  | 2  | 3  | 4  | 7  | 8  | 6  | 4  | 5  | 5  | 5  | 3  | 4  | 4  | 4  | 4  | 5  | 5  | 6  | 6  | 6  | 6  |
| RUB | 12 | 11 | 10 | 10 | 11 | 9  | 10 | 10 | 10 | 10 | 10 | 10 | 10 | 10 | 10 | 11 | 11 | 11 | 11 | 11 | 11 | 11 |
| SOL | 6  | 7  | 4  | 5  | 3  | 4  | 9  | 5  | 6  | 6  | 7  | 7  | 8  | 8  | 8  | 9  | 9  | 8  | 9  | 7  | 7  | 8  |
| SCA | 6  | 8  | 9  | 9  | 8  | 3  | 7  | 9  | 9  | 9  | 9  | 9  | 9  | 9  | 9  | 8  | 8  | 7  | 7  | 10 | 10 | 9  |
| SLU | 4  | 5  | 1  | 2  | 2  | 2  | 1  | 2  | 2  | 2  | 4  | 5  | 5  | 5  | 5  | 6  | 6  | 6  | 5  | 5  | 5  | 5  |
| TAC | 2  | 3  | 6  | 8  | 10 | 11 | 11 | 12 | 11 | 11 | 11 | 11 | 11 | 11 | 11 | 10 | 10 | 10 | 10 | 9  | 9  | 10 |

|  |                          |
|  | Líder                    |
|  | Con un partido pendiente |

## Resultados
| L\V | CER | CPF | GUA | IND | LIB | NAC | OLI | RUB | SOL | SCA | SLU | TAC |
| --- | --- | --- | --- | --- | --- | --- | --- | --- | --- | --- | --- | --- |
| CER |     | 2:2 | 1:2 | 2:0 | 3:3 | 1:1 | 4:1 | 3:0 | 2:3 | 1:0 | 1:1 | 5:1 |
| CPF | 0:5 |     | 1:0 | 1:1 | 0:1 | 2:3 | 2:2 | 1:0 | 0:1 | 1:0 | 0:1 | 2:0 |
| GUA | 2:1 | 1:0 |     | 3:1 | 0:2 | 0:1 | 2:1 | 2:0 | 3:2 | 2:1 | 1:0 | 2:0 |
| IND | 0:1 | 2:1 | 1:1 |     | 0:5 | 0:3 | 1:1 | 2:2 | 1:1 | 0:1 | 0:1 | 0:2 |
| LIB | 1:0 | 3:0 | 0:0 | 3:0 |     | 1:0 | 1:1 | 3:0 | 1:1 | 2:1 | 2:0 | 2:2 |
| NAC | 0:1 | 3:0 | 1:2 | 5:1 | 1:2 |     | 4:1 | 2:0 | 1:0 | 2:0 | 0:0 | 2:0 |
| OLI | 0:0 | 0:0 | 0:1 | 3:1 | 2:2 | 1:0 |     | 3:2 | 1:0 | 3:0 | 2:0 | 2:2 |
| RUB | 1:2 | 0:0 | 1:0 | 1:0 | 2:7 | 0:1 | 0:3 |     | 0:0 | 1:1 | 1:1 | 3:1 |
| SOL | 2:1 | 0:2 | 1:1 | 1:1 | 0:0 | 2:0 | 1:1 | 1:1 |     | 1:3 | 2:2 | 3:1 |
| SCA | 1:1 | 1:2 | 1:2 | 2:0 | 2:0 | 1:3 | 4:1 | 2:1 | 1:1 |     | 5:1 | 0:4 |
| SLU | 0:0 | 1:2 | 1:1 | 1:0 | 0:2 | 1:2 | 2:1 | 2:0 | 1:0 | 3:1 |     | 2:0 |
| TAC | 0:2 | 4:0 | 2:0 | 3:2 | 1:1 | 0:1 | 2:3 | 1:2 | 2:1 | 2:2 | 1:2 |     |

 L=Local; V=Visitante

## Campeón
| Libertad             |
| Libertad 16.º título |

## Máximos goleadores
| País                 | Jugador          | Equipo        | Goles |
| -------------------- | ---------------- | ------------- | ----- |
| Bandera de Paraguay  | Diego Centurión  | Guaraní       | 13    |
| Bandera de Paraguay  | José Ariel Núñez | Libertad      | 13    |
| Bandera de Paraguay  | Nicolás Martínez | Tacuary       | 12    |
| Bandera de Paraguay  | Pablo Velázquez  | Libertad      | 10    |
| Bandera de Argentina | Roberto Nanni    | Cerro Porteño | 9     |
| Bandera de Brasil    | Rodrigo Teixeira | Nacional      | 9     |

## Público asistente

### Asistencia por equipos
La tabla siguiente muestra la cantidad de espectadores que acumuló cada equipo en sus respectivos partidos. Se asigna en su totalidad el mismo número a ambos protagonistas de un juego.
| Pos. | Equipos            | PJ | As.     |
| ---- | ------------------ | -- | ------- |
| 1ª   | Olimpia            | 22 | 142.104 |
| 2ª   | Cerro Porteño      | 22 | 107.329 |
| 3ª   | Sportivo Luqueño   | 22 | 51.288  |
| 4ª   | Libertad           | 22 | 49.739  |
| 5ª   | Guaraní            | 22 | 46.362  |
| 6ª   | Sportivo Carapeguá | 22 | 42.955  |
| 7ª   | Independiente      | 22 | 31.279  |
| 8ª   | Sol de América     | 22 | 29.043  |
| 9ª   | Nacional           | 22 | 26.722  |
| 10ª  | Rubio Ñu           | 22 | 25.926  |
| 11ª  | Cerro Porteño (PF) | 22 | 24.995  |
| 12ª  | Tacuary            | 22 | 16.790  |

### Asistencia por partidos
A continuación se listan los diez partidos con mayor cantidad de espectadores.
| Pos. | Partido                        | Asistentes | Estadio              | Fecha |
| ---- | ------------------------------ | ---------- | -------------------- | ----- |
| 1ª   | Olimpia-Libertad               | 17.045     | Manuel Ferreira      | 4     |
| 2ª   | Cerro Porteño-Olimpia          | 16.272     | Defensores del Chaco | 13    |
| 3ª   | Olimpia-Cerro Porteño          | 15.264     | Manuel Ferreira      | 2     |
| 4ª   | Independiente-Olimpia          | 11.476     | Defensores del Chaco | 3     |
| 5ª   | Sportivo Luqueño-Cerro Porteño | 10.088     | Feliciano Cáceres    | 9     |
| 6ª   | Olimpia-Guaraní                | 8.591      | Manuel Ferreira      | 8     |
| 7ª   | Cerro Porteño-Sol de América   | 7.381      | Gral. Pablo Rojas    | 3     |
| 8ª   | Olimpia-Nacional               | 7.256      | Manuel Ferreira      | 6     |
| 9ª   | Olimpia-Rubio Ñu               | 7.126      | Manuel Ferreira      | 12    |
| 10ª  | Cerro Porteño-Libertad         | 6.948      | Gral. Pablo Rojas    | 8     |

## Disciplina

### Amonestaciones y/o expulsiones por equipo
Se referencia la cantidad total de tarjetas amarillas y rojas recibidas por cada conjunto a lo largo del torneo.
| Equipo             | TA | TR | RD | PJ |
| ------------------ | -- | -- | -- | -- |
| Cerro Porteño      | 62 | 2  | 1  | 22 |
| Cerro Porteño (PF) | 62 | 5  | 3  | 22 |
| Guaraní            | 67 | 5  | 3  | 22 |
| Independiente      | 56 | 6  | 2  | 22 |
| Libertad           | 70 | 7  | 2  | 22 |
| Nacional           | 45 | 2  | 2  | 22 |
| Olimpia            | 60 | 2  | 2  | 22 |
| Rubio Ñu           | 63 | 5  | 1  | 22 |
| Sol de América     | 62 | 2  | 2  | 22 |
| Sportivo Carapeguá | 66 | 5  | 2  | 22 |
| Sportivo Luqueño   | 57 | 5  | 4  | 22 |
| Tacuary            | 54 | 3  | 1  | 22 |

### Amonestaciones y/o expulsiones por árbitro
Se enumera la cantidad total de tarjetas amarillas y rojas otorgadas por cada juez durante el certamen.
| Árbitro             | TA  | TR | PD |
| ------------------- | --- | -- | -- |
| Carlos Amarilla     | 93  | 10 | 17 |
| Cristian Aquino     | 30  | 3  | 4  |
| Antonio Arias       | 88  | 5  | 18 |
| Enrique Cáceres     | 121 | 7  | 20 |
| Mario Díaz de Vivar | 109 | 4  | 19 |
| Carlos Galeano      | 2   | 0  | 1  |
| Eusebio Gaona       | 7   | 0  | 2  |
| Jorge Mercado       | 42  | 4  | 9  |
| Ulises Mereles      | 68  | 5  | 15 |
| Julio Quintana      | 67  | 6  | 11 |
| Richard Velázquez   | 104 | 5  | 16 |

- Nota: Todas las amonestaciones otorgadas durante un partido se contabilizan sin excepción, incluyendo las duplicadas a un mismo jugador.

## Clasificación para copas internacionales

### Puntaje acumulado
El puntaje acumulado de un equipo es la suma del obtenido en los torneos Apertura y Clausura de 2012. Este determinará al cierre de temporada la clasificación de los representantes de la APF en los torneos de Conmebol del año siguiente.
- Para la Copa Libertadores 2013 clasificaron 3: los campeones del Apertura y Clausura, ordenados según sus posiciones finales en la tabla adjunta[23] y el mejor colocado, sin contar a los mencionados anteriormente.[24] Si el mismo club repitiera el título logra automáticamente el primer cupo, otorgando los restantes a los finalizados en segundo y tercer lugar.[25]

- Para la Copa Sudamericana 2013 clasificaron 4: los ganadores del Apertura y Clausura, más los mejores posicionados, excluyendo al clasificado 3 de la Libertadores.

Se tomaba en cuenta la diferencia de goles en caso de paridad de puntos. El campeón de cada certamen aseguró su participación en la Libertadores como Paraguay 1 o 2, sin depender de la posición que ocupó en esta tabla.
| Copa | Pos. | Equipos            | PJ | PG | PE | PP | GF | GC | Dif. | Pts. |
| ---- | ---- | ------------------ | -- | -- | -- | -- | -- | -- | ---- | ---- |
|      | 1.   | Libertad           | 44 | 26 | 13 | 5  | 84 | 35 | 49   | 91   |
|      | 2.   | Cerro Porteño      | 44 | 26 | 8  | 10 | 79 | 44 | 35   | 86   |
|      | 3.   | Olimpia            | 44 | 22 | 13 | 9  | 63 | 51 | 12   | 79   |
|      | 4.   | Nacional           | 44 | 24 | 5  | 15 | 76 | 48 | 28   | 77   |
|      | 5.   | Guaraní            | 44 | 21 | 10 | 13 | 56 | 44 | 10   | 73   |
|      | 6.   | Sol de América     | 44 | 16 | 12 | 16 | 62 | 53 | 9    | 60   |
|      | 7.   | Sportivo Luqueño   | 44 | 15 | 14 | 15 | 46 | 54 | -8   | 59   |
|      | 8.   | Cerro Porteño (PF) | 44 | 14 | 11 | 19 | 45 | 60 | -15  | 53   |
|      | 9.   | Sportivo Carapeguá | 44 | 11 | 12 | 21 | 53 | 63 | -10  | 45   |
|      | 10.  | Rubio Ñu           | 44 | 9  | 9  | 26 | 42 | 78 | -36  | 36   |
|      | 11.  | Independiente      | 44 | 7  | 13 | 24 | 42 | 86 | -44  | 34   |
|      | 12.  | Tacuary            | 44 | 7  | 12 | 25 | 46 | 78 | -32  | 33   |

|                   |                                                                |
|                   | Clasificado a Copa Libertadores 2013 y Copa Sudamericana 2013. |
|                   | Clasificado a Copa Libertadores 2013.                          |
| Copa Sudamericana | Clasificado a Copa Sudamericana 2013.                          |

## Descenso de categoría

### Puntaje promedio
El promedio de puntos de un equipo es el cociente que se obtiene de la división de su puntaje acumulado en los torneos disputados en las últimas tres temporadas por la cantidad de partidos que haya jugado durante dicho período. Este determinará, al final del torneo Clausura de 2012, el descenso a la Segunda División de los equipos que acaben en los dos últimos lugares de la tabla.
| Pos. | Equipos            | 2010 | 2011 | 2012 | Total | PJ  | Promedio |
| ---- | ------------------ | ---- | ---- | ---- | ----- | --- | -------- |
| 1.   | Libertad           | 87   | 79   | 91   | 257   | 132 | 1,947    |
| 2.   | Cerro Porteño      | 91   | 67   | 86   | 244   | 132 | 1,848    |
| 3.   | Olimpia            | 71   | 88   | 79   | 238   | 132 | 1,803    |
| 4.   | Nacional           | 77   | 83   | 77   | 237   | 132 | 1,795    |
| 5.   | Guaraní            | 85   | 58   | 73   | 216   | 132 | 1,636    |
| 6.   | Rubio Ñu           | 66   | 58   | 36   | 160   | 132 | 1,212    |
| 7.   | Cerro Porteño (PF) | -    | -    | 53   | 53    | 44  | 1,205    |
| 8.   | Sol de América     | 45   | 49   | 60   | 154   | 132 | 1,167    |
| 9.   | Sportivo Luqueño   | 42   | 35   | 59   | 136   | 132 | 1,030    |
| 10.  | Sportivo Carapeguá | -    | -    | 45   | 45    | 44  | 1,023    |
| 11.  | Tacuary            | 37   | 60   | 33   | 130   | 132 | 0,985    |
| 12.  | Independiente      | -    | 52   | 34   | 86    | 88  | 0,977    |

|  |                                   |
|  | Descendido a División Intermedia. |